# Isuzu Unicab
Isuzu Unicab (японское название — Yunikyabu) — первый джип произведённый компанией Isuzu Motors, выпускался в 1967—1974 годах.

## История
Модель была впервые представлена на Токийском автосалоне в 1966 году, с июля 1967 года поступил в продажу в Японии по цене от 490.005 йен.
Представлял собой 4-местный открытый пикап, вскоре после начала продаж модель была также предложена с мягким верхом. Ветровое стекло можно было сложить, но из-за новых стандартов безопасности с 1970 года эта функция была убрана. Максимальная грузоподъёмность — 400 кг.
Сначала оснащался 1,3-литровым бензиновым двигателем мощностью 58 л. с., который позже был заменён двигателем в 1,5 литра мощностью 63 л. с.
Модель не имела полного привода и была больше предназначена для молодых покупателей — для города и рекреационных целей, и хотя по виду это был джип, но модель не являлась внедорожником в полном смысле, скорее будучи в современном понимании «кроссовером», но такая концепция не была ещё востребована на рынке — продажи были низкими и производство было остановлено в 1974 году. Следующий джип компании, но уже и с полноприводным вариантом, появился только через восемь лет — Isuzu Faster.
Автомобиль не был востребован и армией, хотя в 1972 году Армия Индонезии для флота и береговой охраны закупила несколько сотен единиц.